# Banski dvor
Banski dvor (srbsko Бански двор) je stavba in kulturni center v Banjaluki. Zgrajena je bila v obdobju 1931–32 kot sedež vojvode (bana) Vrbaske banovine, upravne regije Kraljevine Jugoslavije.

## Dandanes
Leta 1998 je Banski dvor uradno postal javna kulturna ustanova in je danes najpomembnejše kulturno središče mesta Banjaluka in Republike Srbske s tisoči obiskovalci letno. Vsako leto izvede na stotine dogodkov, ki jih odlikuje velika številčnost in pestrost: koncerti, razstave domačih in tujih umetnikov, predstavitve knjig, okrogle mize in sodeluje pri izvedbi pomembnih dogodkov in festivalov v mestu. Prireditve potekajo vsaj dvakrat do trikrat na teden, kulturni dom pa dejansko ponuja različne kulturne dogodke vsak dan. Do rekonstrukcije Palače Republike Srbske leta 2008 je služila kot sedež predsednika Republike Srbske Bosne.

## Palača
Ko je leta 1929 nastala Vrbaska banovina, je bil prvi ban Svetislav Tisa Milosavljević in čutil je potrebo po izgradnji reprezentativnega sedeža. V začetku leta 1931 je bil v beograjskem in sarajevskem Narodnem časopisu objavljen natečaj za idejno skico Banskega dvora in Banske palače, prvo nagrado pa so prejeli beograjski arhitekti Jovanka Bončić-Katerinić, Anđelija Pavlovic in John G. Rankovic. Glavno delo je prejelo gradbeno podjetje Kosta Šijački iz Beograda pod vodstvom mladega arhitekta Branka Jovanovića, umetniško zasnovo fasade in notranjosti je vodil kipar in akademik Đorđe Jovanović. Dela na Banskem dvoru so se začela marca 1931, uradna otvoritev stavbe pa je bila 8. novembra 1932. Bansko sodišče je imelo prostore za seje, konferenčne sobe, dvorano, bansko stanovanje s stanovanjem za pomembne obiskovalce, sobno ogrevanje, kuhinjo, sanitarije, garderobe in druge prostore.

## Arhitektura
V nižjih delih stavbe prevladuje vpliv renesanse, v višjih pa so prisotni elementi akademskega klasicizma in srednjeveške arhitekture. Pomembno mesto pripada folklornim elementom Balkanskega polotoka.
Po vojni v Bosni in Hercegovini od leta 1992 do 1995, skladno z določili Aneksa Splošnega okvirnega sporazuma za mir v Bosni in Hercegovini ter določili Implementacije sklepov Komisije za ohranitev nacionalnih spomenikov v Bosni in Hercegovini, Banski dvor uživa status nacionalnega spomenika, enega najpomembnejših za Bosno in Hercegovino. Poleg izjemne arhitekturne vrednosti je ta spomenik stavbne dediščine delno ohranil avtentične notranje prostore, dekoracijo in pohištvo. Izvorno ohranjeni notranji prostori so neločljiva kulturnozgodovinska in estetska celota s celostnimi arhitekturnimi vrednostmi objekta. Kot edinstven spomenik reprezentativnega notranjega oblikovanja z začetka četrtega desetletja 20. stoletja, delo znanih in svoj čas zelo cenjenih ustvarjalcev – dekoraterjev – zaradi svoje avtentičnosti, estetske in slogovne homogenosti, ki je odraz tega obdobja v zgodovini umetnosti in dragocene dokumentacije o njem, zaradi relativno visoke ohranjenosti glede na prvotno stanje, pa tudi zaradi izražene ogroženosti. pri dejanskih in morebitnih spremembah, ki izhajajo iz uporabe, je treba notranjo opremo in njeno avtentično pohištvo podrobneje znanstveno raziskati ter ga predstaviti širši strokovni javnosti in javnosti ter na ta način zagotoviti ohranitev teh odličnih primerkov uporabne umetnosti svojega časa.
Arhitekturne rešitve stavbe z bločnim sistemom, s strešnimi okni, kjer je eden od dominantnih delov sredinsko postavljeno stopnišče, hkrati zadovoljujejo praktične potrebe in estetski videz.

## Zgodovina
Palača je do leta 1941 služila kot rezidenca bana Vrbaske banovine. Med drugo svetovno vojno je bila notranjost uničena, večina dragocenega pohištva, slik in drugih predmetov pa nepovratno izgubljenih. Po vojni je bila hiša vojaško in politično središče. Od leta 1955 je bila stavba s sklepom takratne mestne oblasti dana v upravljanje Domu kulture. Ustanovitev Republike Srbske 9. januarja 1992 je Banska palača postala sedež predsednika. In leta 1998 je uradno postal javni kulturni zavod z imenom Kulturni center Banski dvor.

### Poškodbe iz druge svetovne vojne in kasnejše uporabe
Največja škoda na stavbi in njeni notranjosti je nastala med drugo svetovno vojno, ko je bilo v njej nemško poveljstvo. Velika slavnostna dvorana je v tem obdobju služila kot skladišče za žito, nekaj časa pa tudi kot hlev. Med vojno je bila uničena notranjost, oropana velika količina dragocenega pohištva in opreme - lestenci, preproge, umetnine, pohištvo, kuhinjska posoda. Po osvoboditvi Banjaluke je stavba služila kot poveljstvo 37. divizije NOV, delno so jo opremili za armadni klub. Po letu 1945 so postopoma potekale nadaljnje adaptacije in stavba je menjavala svoje uporabnike: Okrajni komite KPJ, Občinski komite KPJ, Okrajni in občinski komite komunistične mladine, Ljudska fronta, Antifašistični svet žena, Okrajni sindikalni svet, Delavsko kulturno umetniško društvo Pelagič.
V letih 1952-1953 je Okrajni delavski svet namenil 4.500.000 dinarjev in organiziral delovno akcijo v kolektivih, da bi ponovno uporabili Veliko dvorano in druge poškodovane prostore.

### Projekt obnove
Projekt obnove iz leta 1953 je podpisal banjaluški arhitekt Stojan Borovnica, prisoten na dražbi za zidarska in pokrivna dela na Dvoru leta 1931. Pri tej prenovi leta 1953 se je pojavila ideja, da bi stavba dobila ime in funkcijo Radnički dom. Nova funkcija se je začela oblikovati od leta 1954, ko so v stavbi začeli prirejati koncerte, baletne tečaje, sekcije za glasbo, poezijo in gledališke vsebine itd. V tem času se je začela porajati ideja o oblikovanju Kulturnega centra, medtem pa so bile v stavbi Mestna knjižnica, Čitalnica, Mestni muzej, Delavska univerza, uredništvo Banjaluškega časopisa, z radijsko postajo Radio klub, glasbena šola. Nekatere od teh ustanov so ostale v stavbi do potresa leta 1969.

### Potres in zadnje spremembe
V potresu je bila stavba zelo poškodovana, zato je notranjost utrpela spremembe. Obnova je bila izvedena leta 1972 po originalni projektni dokumentaciji. Zunanji videz objekta je popolna rekonstrukcija prvotnega videza, ki skoraj v ničemer ne odstopa od avtentičnega, notranji prostori pa so bistveno spremenjeni glede na prvotno zasnovo, tako v razporeditvi prostorov kot tudi v videzu detajlov. Najmanj sprememb v namembnosti, razporeditvi, velikosti in dekoraciji so utrpeli parter, Velika dvorana in Modri salon, veže in stopnišča, največ pa v prostorih drugega nadstropja, kar je logično, če upoštevamo, da je bila stavba prilagojena novi funkciji - naboru različnih upravnih dejavnosti na področju kulture, umetnosti in znanosti.